# Luise Kummer
Luise Kummer (29 giugno 1993) è una biatleta tedesca.

## Biografia
In Coppa del Mondo ha esordito il 20 marzo 2014 a Oslo Holmenkollen (82ª) e ha ottenuto la prima vittoria, nonché primo podio, il 13 dicembre 2014 a Hochfilzen.
Ai Mondiali di Kontiolahti 2015, sua prima presenza iridata, è stata 25ª nell'individuale e 6ª nella staffetta mista.

## Palmarès

### Mondiali juniores
- 3 medaglie:
  - 2 ori (individuale, staffetta a Presque Isle 2014)
  - 1 argento (inseguimento a Presque Isle 2014)

### Coppa del Mondo
- Miglior piazzamento in classifica generale: 60ª nel 2016
- 3 podi (tutti a squadre):
  - 2 vittorie
  - 1 terzo posto

#### Coppa del Mondo - vittorie
| Data             | Località   | Nazione' | Specialità                                                       |
| ---------------- | ---------- | -------- | ---------------------------------------------------------------- |
| 13 dicembre 2014 | Hochfilzen | Austria  | RL (con Franziska Hildebrand, Vanessa Hinz e Franziska Preuß)    |
| 25 gennaio 2015  | Anterselva | Italia   | RL (con Franziska Hildebrand, Franziska Preuß e Laura Dahlmeier) |

Legenda:

RL = staffetta